# Elisabeta Baciu

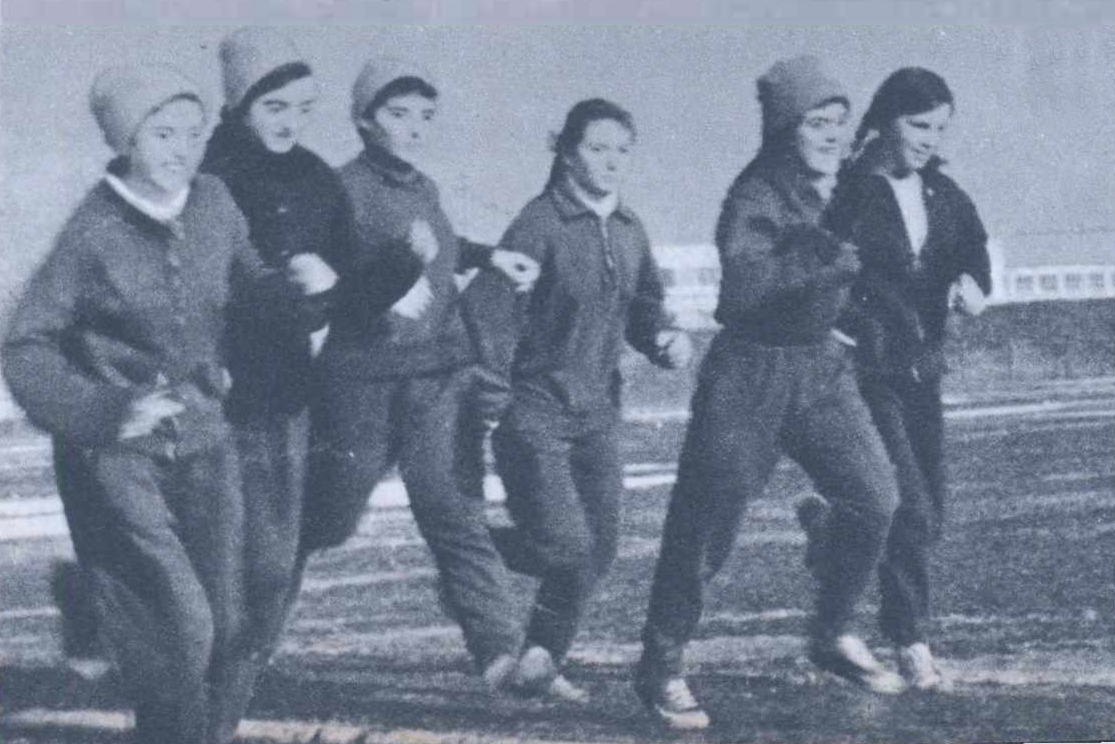
La antrenament la Roman (1965)

Elisabeta Baciu Lazăr (născută Baciu; n. 16 ianuarie 1948, Lespezi, Iași, România) este o fostă atletă română specializată în probele de semifond.

## Carieră
Elisabeta Baciu s-a născut în 1948 în Lespezi, dar din 1957 a trăit la Roman, unde s-a apucat de atletism. În anul 1964 a stabilit un nou record republican de junioare la 500 m (1:17,4) și totodată a cucerit titlul național. În același an a participat la Jourile Europene de Juniori de la Varșovia. În proba de 600 m ea s-a clasat pe locul 11. În 1966 a participat la Campionatul European de Atletism de la Budapesta, dar nu a reușit să se califice în finală. Tot în acel an a câștigat medalia de bronz la Jocurile Balcanice de la Sarajevo la 800 m și medalia de argint la Jocurile Balcanice de Cros de Juniori.
În 1967 atleta a cucerit medalia de argint la Jocurile Balcanice de Cros de la Atena și la Jocurile Balcanice de la Istanbul în proba de 800 de metri. Ca o consecință a fost cooptată în lotul olimpic pentru Jocurile Olimpice din Mexic. Dar nu a putut să participe după o operație suferită pe cord în februarie 1968. În anul 1970 sportiva a câstigat titlul național la cros.
După retragerea sa din activitatea sportivă în 1973 ea a devenit profesor de educație fizică și antrenor.